# エコーズ (宝塚歌劇)
『エコーズ』は、宝塚歌劇団花組で上演されたレビュー作品。サブタイトルは「（絵光図）」。1978年9月29日 - 11月7日に宝塚大劇場で、1979年1月1日 - 29日に新宿コマ劇場で、同年2月8日 - 16日に中日劇場で上演された。併演はミュージカル・ロマン『遙かなるドナウ』
- 花組男役トップスター、松あきらのお披露目公演。
- 絵画をモチーフとしたショー。絵画の教授と画学生達が、美術館に見学に来てそれぞれの絵の世界に引き込まれて～という構成。松あきらをはじめとした画学生達が歌いながら銀橋から目の前の観客をスケッチして、そのスケッチをモデルとなった観客にサインを入れてプレゼントする、という一幕もあった。
- 「炎（アフリカ）」の場では、半年間のニューヨークへのダンス留学から帰国した室町あかねと、オーディションで抜擢された平みちが、アルビン・エイリー舞踊団から招いたクライブ・トンプソンが振付した本格的なモダン・ダンスを披露した。平はこれにより踊れる男役として一躍注目されることとなった。

## 構成と配役
第1景　美術館にてA　　音楽：寺田瀧雄、振付：司このみ
教授（麻月鞠緒）が短い自己紹介をし、画学生達を呼び出す。
第2景　絵（プロローグ）音楽：寺田瀧雄、振付：司このみ
画学生達の、華やかなパレード
第3景　美術館にてB　　音楽：寺田瀧雄、振付：司このみ
画学生の男（松あきら、みさとけい、室町あかね、明日香みやこ、新城まゆみ、汐見里佳、真汐ちなみ、平みち、）と画学生の女（北原千琴）が教授（麻月鞠緒）と共に美術館でスケッチを始める。やがて彼らはお城の絵の城門へと吸い込まれてゆく…
第4景　星（イングランド）音楽：高橋城、振付：司このみ
お城は戦勝記念の舞踏会の真っ最中。プリンス（寿ひづる）がプリンセス（上原まり）に戦場でもあなたの事を想っていたと歌う。そして戦地からのおみやげの白い蝶を贈る。
第5景　蝶（ジャマイカ）A　音楽：寺田瀧雄、振付：クライブ・トンプソン
お城の牢獄には、捕虜となった若者（みさとけい）が閉じ込められている。窓にとまった白い蝶を見て、若者は故郷を思い出す。
第6景　蝶（ジャマイカ）B　音楽：寺田瀧雄、振付：クライブ・トンプソン
若者（みさとけい）の夢の中の故郷。恋人スザンヌ（北原千琴）と過ごした懐かしい思い出。いつしか夢と現実の区別がなくなり、若者はスザンヌの元へ走りよろうとする。銃声が響く…。
第7景　蝶（ジャマイカ）C　音楽：寺田瀧雄、振付：クライブ・トンプソン
若者（みさとけい）は白い蝶となって、恋人の元へと帰った。
第8～11景　光（オリエント）A～D　音楽：高橋城、振付：司このみ
白い蝶が闇の中へと吸い込まれる。次の瞬間、光の洪水。絢爛豪華な千夜一夜物語の絵となる。王（松あきら）と王妃（上原まり）を中心にファンタスティックな総踊り。
第12景　美術館にてC　音楽：中井光晴、振付：司このみ
教授（麻月鞠緒）が悪魔のような人物画の前にやってくると、その悪魔（藤園さとみ）が絵から飛び出してくる。教授に無理やり押し付けた絵には、一見ジャングルのように見える風景、そしてカマキリの姿。
第13景　炎（アフリカ）　音楽：中井光晴、振付：クライブ・トンプソン
カマキリのメス（室町あかね）がカマキリのオス（平みち）と愛しあったあと、オスを食べてしまう。究極の愛の形…。
第14景　花（イタリア）A　　音楽：中井光晴、振付：司このみ
道化師のプルチネッラ（松あきら）がコロンビーナ（北原千琴）に今日こそ思いを告げようと歌う。
第15景　花（イタリア）B　　音楽：中井光晴、振付：司このみ
教会。コロンビーナ（北原千琴）の葬儀が行われている。棺に横たわるコロンビーナにプルチネッラ（松あきら）は愛の告白をする。
第16景　花（イタリア）C　　音楽：中井光晴、振付：司このみ
天使が現れ、コロンビーナ（北原千琴）を蘇らせる。プルチネッラ（松あきら）との夢のような結婚式。
第17景　美術館にてD　音楽：寺田瀧雄、振付：クライブ・トンプソン
画学生の男（松あきら）が教授（麻月鞠緒）に、虹を探しに行ったけど見つからなかったと訴える。教授はノミのサーカスの話をして、夢を諦めてはいけないと歌う。
第18～20景　虹（エピローグ）A～C　音楽：寺田瀧雄、振付：クライブ・トンプソン
画学生たちが広々とした草原の絵の前で、新たな夢を追う決意を歌う。そして、それぞれが光の結晶となり、全員で虹の絵を完成させ、幕が下りる。

## スタッフ
- 作・演出：草野旦。
- 音楽：寺田瀧雄、中井光晴、高橋城。
- 振付：クライブ・トンプソン、司このみ。
- 衣装：任田幾英